# Estat Nord-occidental
L'estat Nord-occidental (Northwestern State) fou un antic estat federat de Nigèria creat el 27 de maig de 1967 amb part de la Regió del Nord de Nigèria; va existir fins al 3 de febrer de 1976, quan va ser dividit en dos estats: l'estat del Níger i el de Sokoto. La capital de l'estat Nord-occidental fou la ciutat de Sokoto.

## Governadors
- Usman Faruk (28 de maig de 1967 - juliol de 1975)
- Umaru Mohammed (juliol de 1975 - 1976)